# Rupatadine
Rupatadine is een niet-sederend anti-histaminicum dat gebruikt wordt bij allergische rinitis en urticaria bij personen boven de 12 jaar. Merknamen Rupafin® of Rupatall®. Het is een selectieve perifere H1-receptorantagonist, met wellicht een ontstekingswerende werking. De dosering is 1x daags 1 tablet van 10 mg met of zonder voedsel. In Nederland en België is het alleen op recept verkrijgbaar.

## Kinetische gegevens
Maximale spiegel na 45 minuten. Plasma-eiwitbinding: ca. 99%. Metabolisering: vrijwel volledig in de lever door CYP3A4 tot o.a. actieve metabolieten zoals het geneesmiddel desloratadine. Eliminatie: vooral in de vorm van metabolieten, ca. 61% met de feces, 35% met de urine. Halfwaardetijd is 6 tot 9 uur.

## Interacties
Rupatadine wordt nagenoeg volledig gemetaboliseerd door CYP3A4; sterke CYP3A4-remmers kunnen de biologische beschikbaarheid en de bloedspiegel van rupatadine sterk verhogen. Gebruik van grapefruitsap wordt dan ook ontraden. Interacties met middelen die een dempende werking op het CZS hebben kunnen niet worden uitgesloten.

## Voetnoot
1. ↑  https://db.cbg-meb.nl/IB-teksten/h34425.pdf